# Eger (Familienname)
Eger ist ein deutscher Familienname.

## Namensträger
- Agnes Eger (1878–1955), deutsche Kunstmalerin
- Akiva Eger (1761–1837), Rabbiner in Märkisch-Friedland und Posen, siehe Akiba Eger
- Akiva Eger (Ökonom) (1913–2001), israelischer Ökonom
- Anton Eger (* 1980), schwedischer Jazzmusiker
- Christoph Eger (* 1967), deutscher Prähistorischer Archäologe, Hochschullehrer und Museumsdirektor
- Cordula Eger (* 1972), deutsche Politikerin (Die Linke)
- Daniel Eger († 1474), Glockengießer aus Heilbronn
- Denise Eger (* 1960), US-amerikanische Rabbinerin
- Edith Eger (* 1927), amerikanische Psychologin und Holocaustüberlebende
- Ernst Eger (1837–1913), deutscher Unternehmer und Firmengründer
- Eugen Eger (1887–1953), deutscher Architekt, zuletzt Bundesbahndirektor
- Ferdinand Eger (1868–1948), österreichischer Jurist und Politiker
- Frank Eger (* 1959), deutscher Politiker, Landrat im Landkreis Oldenburg
- Franz Eger (1889–1956), deutscher Politiker
- Georg Eger (1848–1914), deutscher Jurist, Fachautor und Dozent
- Georg Adam Eger (1727–1808), deutscher Maler
- Gudrun Eger-Harsch (* 1940), deutsche Sozialwissenschaftlerin
- Günther Eger (* 1964), deutscher Bobfahrer
- Gustav Eger (1827–1894), deutscher Philologe und Bibliothekar
- Hanns-Peter Eger (1946–2009), deutscher Unternehmer und ZDK-Vizepräsident
- Hans Eger (um 1440–um 1495), deutscher Glockengießer
- Hansjörg Eger (* 1964), deutscher Politiker
- Heinrich Eger von Kalkar (1328–1408), deutscher Theologe
- Heinz Eger (1932–2023), deutscher Radiologe
- Hermann Eger (1877–1944), deutscher Politiker (Zentrum)
- Janett Eger (* 1985), deutsche Journalistin und Moderatorin
- Jos Eger (nachweisbar circa 1493–1515), deutscher Glockengießer
- Karl Eger (Theologe) (1864–1945), deutscher evangelischer Theologe
- Karl Eger (Landrat) (1907–nach 1952), deutscher Landrat
- Manfred Eger (1927–2016), deutscher Journalist, Buchautor und Museumsleiter
- Marcel Eger (* 1983), deutscher Fußballspieler
- Oliver Eger (* 1969), deutscher Cartoonist und Illustrator
- Otto Eger (1877–1949), deutscher Rechtshistoriker
- Paul Eger (1881–1947), österreichisch-schweizerischer Schriftsteller, Regisseur und Intendant
- Philipp Eger (* 1977), deutscher Sportkommentator, Moderator und Journalist
- Radames Eger (* 1984), brasilianischer Modedesigner, Künstler und Stadtoriginal
- Raymond Eger (1911–1982), französischer Filmproduzent und Drehbuchautor
- Rudolf Eger (1885–1965), deutscher Schriftsteller und Regisseur
- Salomon Eger (1786–1852), jüdischer Gelehrter und Philosoph
- Susanna Eger (1640–1713), deutsche Köchin
- Thomas Eger (Wirtschaftswissenschaftler) (* 1949), deutscher Wirtschaftswissenschaftler
- Thomas Eger (Liedermacher) (* 1951), deutscher Pastor und Liedermacher
- Wilhelm Eger (1932–2021), deutscher Maler und Grafiker
- Wolfgang Eger (Diplomat) (1920–2017), deutscher Volkswirt und Botschafter
- Wolfgang Eger (1928–2005), deutscher Historiker, Archivwissenschaftler und Autor
- Wolfgang Eger (Schauspieler) (* im 20. Jahrhundert), deutscher Schauspieler und Hörspielsprecher